# Pagindar (plaats)
Pagindar is een bestuurslaag in het regentschap Pakpak Bharat van de provincie Noord-Sumatra, Indonesië. Pagindar telt 189 inwoners (volkstelling 2010).